# Sport-Club Charlottenburg 2020-2021
Questa voce raccoglie le informazioni riguardanti lo Sport-Club Charlottenburg nelle competizioni ufficiali della stagione 2020-2021.

## Organigramma societario
Area direttiva
- Presidente: Kaweh Niroomand

Area tecnica
- Allenatore: Cédric Énard
- Allenatore in seconda: Lucio Antonio Oro
- Assistente allenatore: Sergej Grankin, Rafał Zając
- Scoutman: Rafał Zając

Area sanitaria
- Medico: Oliver Miltner
- Fisioterapista: Sophia Fronicke, Sebastian Riekehr

## Rosa
| N° | Nome             | Ruolo | Data di nascita   | Nazionalità sportiva |
| -- | ---------------- | ----- | ----------------- | -------------------- |
| 1  | Adam Kowalski    | L     | 16 settembre 1994 | Polonia              |
| 2  | Kévin Le Roux    | C     | 11 maggio 1989    | Francia              |
| 3  | Davy Moraes      | O     | 7 aprile 1997     | Brasile              |
| 4  | Sebastian Kühner | P     | 15 marzo 1987     | Germania             |
| 5  | Renan Michelucci | C     | 3 gennaio 1994    | Brasile              |
| 6  | Sergej Grankin   | P     | 21 gennaio 1985   | Russia               |
| 7  | Robin Baghdady   | S     | 22 marzo 1999     | Svizzera             |
| 8  | Anton Brehme     | C     | 10 agosto 1999    | Germania             |
| 9  | Timothée Carle   | S     | 30 novembre 1995  | Francia              |
| 10 | Julian Zenger    | L     | 26 agosto 1997    | Germania             |
| 11 | Cody Kessel      | S     | 3 dicembre 1991   | Stati Uniti          |
| 12 | Samuel Tuia      | S     | 24 luglio 1986    | Francia              |
| 13 | Benjamin Patch   | O     | 21 giugno 1994    | Stati Uniti          |
| 14 | Denys Kaliberda  | S     | 24 giugno 1990    | Germania             |
| 16 | Éder Carbonera   | C     | 19 ottobre 1983   | Brasile              |
| 18 | Pierre Pujol     | P     | 13 luglio 1984    | Francia              |

## Statistiche

### Statistiche di squadra
| Competizione       | Punti | In casa | In casa | In casa | In trasferta | In trasferta | In trasferta | Totale | Totale | Totale |
| Competizione       | Punti | G       | V       | P       | G            | V            | P            | G      | V      | P      |
| ------------------ | ----- | ------- | ------- | ------- | ------------ | ------------ | ------------ | ------ | ------ | ------ |
| 1. Bundesliga      | 45    | 13      | 12      | 1       | 15           | 11           | 4            | 28     | 23     | 5      |
| Coppa di Germania  | -     | 1       | 0       | 1       | 0            | 0            | 0            | 1      | 0      | 1      |
| Supercoppa tedesca | -     | -       | -       | -       | -            | -            | -            | 1      | 1      | 0      |
| Champions League   | 12    | 1       | 0       | 1       | 1            | 0            | 1            | 6      | 2      | 4      |
| Totale             | -     | 15      | 12      | 3       | 16           | 11           | 5            | 36     | 26     | 10     |

G = partite giocate; V = partite vinte; P = partite perse

### Statistiche dei giocatori
| Giocatore     | 1. Bundesliga | 1. Bundesliga | 1. Bundesliga | 1. Bundesliga | 1. Bundesliga | Coppa di Germania | Coppa di Germania | Coppa di Germania | Coppa di Germania | Coppa di Germania | Supercoppa tedesca | Supercoppa tedesca | Supercoppa tedesca | Supercoppa tedesca | Supercoppa tedesca | Champions League | Champions League | Champions League | Champions League | Champions League | Totale | Totale | Totale | Totale | Totale |
| Giocatore     | P             | PT            | AV            | MV            | BV            | P                 | PT                | AV                | MV                | BV                | P                  | PT                 | AV                 | MV                 | BV                 | P                | PT               | AV               | MV               | BV               | P      | PT     | AV     | MV     | BV     |
| ------------- | ------------- | ------------- | ------------- | ------------- | ------------- | ----------------- | ----------------- | ----------------- | ----------------- | ----------------- | ------------------ | ------------------ | ------------------ | ------------------ | ------------------ | ---------------- | ---------------- | ---------------- | ---------------- | ---------------- | ------ | ------ | ------ | ------ | ------ |
| R. Baghdady   | 6             | 10            | 5             | 4             | 1             | 1                 | 1                 | 0                 | 0                 | 1                 | 1                  | 0                  | 0                  | 0                  | 0                  | 1                | 0                | 0                | 0                | 0                | 9      | 11     | 5      | 4      | 2      |
| A. Brehme     | 22            | 187           | 131           | 39            | 17            | 1                 | 7                 | 4                 | 3                 | 0                 | 1                  | 10                 | 6                  | 4                  | 0                  | 6                | 35               | 25               | 4                | 6                | 30     | 239    | 166    | 50     | 23     |
| É. Carbonera  | 25            | 189           | 118           | 42            | 29            | 1                 | 0                 | 0                 | 0                 | 0                 | 1                  | 9                  | 4                  | 3                  | 2                  | 5                | 20               | 16               | 1                | 3                | 32     | 218    | 138    | 46     | 34     |
| T. Carle      | 21            | 295           | 245           | 27            | 23            | -                 | -                 | -                 | -                 | -                 | 1                  | 18                 | 15                 | 1                  | 2                  | 6                | 58               | 46               | 6                | 6                | 28     | 371    | 306    | 34     | 31     |
| S. Grankin    | 18            | 34            | 16            | 7             | 11            | -                 | -                 | -                 | -                 | -                 | 1                  | 0                  | 0                  | 0                  | 0                  | 5                | 10               | 5                | 0                | 5                | 24     | 44     | 21     | 7      | 16     |
| D. Kaliberda  | 14            | 49            | 44            | 3             | 2             | -                 | -                 | -                 | -                 | -                 | -                  | -                  | -                  | -                  | -                  | 2                | 6                | 5                | 0                | 1                | 16     | 55     | 49     | 3      | 3      |
| C. Kessel     | 20            | 195           | 162           | 29            | 4             | 1                 | 10                | 9                 | 1                 | 0                 | 1                  | 11                 | 9                  | 2                  | 0                  | 5                | 15               | 14               | 1                | 0                | 27     | 231    | 194    | 33     | 4      |
| A. Kowalski   | 12            | 0             | 0             | 0             | 0             | 1                 | 0                 | 0                 | 0                 | 0                 | 0                  | 0                  | 0                  | 0                  | 0                  | 3                | 0                | 0                | 0                | 0                | 16     | 0      | 0      | 0      | 0      |
| S. Kühner     | 2             | 2             | 1             | 0             | 1             | 0                 | 0                 | 0                 | 0                 | 0                 | -                  | -                  | -                  | -                  | -                  | -                | -                | -                | -                | -                | 2      | 2      | 1      | 0      | 1      |
| K. Le Roux    | 1             | 0             | 0             | 0             | 0             | -                 | -                 | -                 | -                 | -                 | -                  | -                  | -                  | -                  | -                  | 1                | 0                | 0                | 0                | 0                | 2      | 0      | 0      | 0      | 0      |
| R. Michelucci | 18            | 110           | 74            | 29            | 7             | 1                 | 11                | 6                 | 4                 | 1                 | 0                  | 0                  | 0                  | 0                  | 0                  | 4                | 12               | 7                | 5                | 0                | 23     | 133    | 87     | 38     | 8      |
| D. Moraes     | 13            | 91            | 75            | 12            | 4             | 0                 | 0                 | 0                 | 0                 | 0                 | -                  | -                  | -                  | -                  | -                  | 3                | 3                | 2                | 1                | 0                | 16     | 94     | 77     | 13     | 4      |
| B. Patch      | 23            | 415           | 351           | 27            | 37            | 1                 | 35                | 31                | 3                 | 1                 | 0                  | 0                  | 0                  | 0                  | 0                  | 6                | 73               | 63               | 7                | 3                | 30     | 523    | 445    | 37     | 41     |
| P. Pujol      | 20            | 35            | 10            | 19            | 6             | 1                 | 4                 | 2                 | 2                 | 0                 | 0                  | 0                  | 0                  | 0                  | 0                  | 6                | 5                | 1                | 3                | 1                | 27     | 44     | 13     | 24     | 7      |
| S. Tuia       | 22            | 194           | 162           | 17            | 15            | 1                 | 11                | 8                 | 1                 | 2                 | 1                  | 10                 | 10                 | 0                  | 0                  | 5                | 41               | 31               | 5                | 5                | 29     | 256    | 211    | 23     | 22     |
| J. Zenger     | 25            | 0             | 0             | 0             | 0             | 1                 | 0                 | 0                 | 0                 | 0                 | 1                  | 0                  | 0                  | 0                  | 0                  | 6                | 0                | 0                | 0                | 0                | 33     | 0      | 0      | 0      | 0      |

P = presenze; PT = punti totali; AV = attacchi vincenti; MV = muri vincenti; BV = battute vincenti